# Eschenbach (Lucerna)
Eschenbach – miejscowość i gmina w środkowej Szwajcarii, w kantonie Lucerna, w okręgu Hochdorf.

## Demografia
W Eschenbachu mieszka 3 717 osób. W 2021 roku 11% populacji gminy stanowiły osoby urodzone poza Szwajcarią. 

## Współpraca
Miejscowość partnerska:
- Eschenbach in der Oberpfalz, Niemcy

## Transport
Przez teren gminy przebiegają drogi główne nr 26, nr 296 i nr 367. 